# Instituto Gaúcho de Tradição e Folclore
O Instituto Gaúcho de Tradição e Folclore (IGTF) foi um órgão vinculado a Secretária da Cultura (SEDAC), do Rio Grande do Sul, voltado para o estudo e preservação da cultura do povo gaúcho. O Instituto Gaúcho de Tradição e Folclore teve vários endereços. Sua primeira sede ficava na Rua Sarmento Leite. Passando para Siqueira Campos, Carlos Chagas, Rede Ferroviária até que em 1996 se instalou no Centro Administrativo em Porto Alegre.

## Criação
Foi instituído por decreto em 27 de dezembro de 1974, para atuar na área da pesquisa e divulgar a cultura gaúcha. Dentre as suas finalidades destaca-se, a de promover estudos, pesquisas e a divulgação da cultura e os valores que lhe são inerentes, especialmente folclore, tradição, arte, história e sociologia.

## Atuação
A abrangência da cultura popular no Rio Grande do Sul é muito significativa. O mosaico cultural é rico e vasto, oferecendo uma enorme diversidade nos enfoques: etnias, folguedos, festas, danças, músicas e, principalmente na área de pesquisa, onde já foram publicados varias obras, entre elas: “Historia do Tradicionalismo Gaúcho”, “Indumentária Gaúcha”, “Mostra de Folclore infanto-juvenil” e “Assim cantam os gaúchos”.

## Administração
O primeiro presidente do IGTF foi Hélio Moro Mariante, que teve como diretores Glauco Saraiva e João Carlos Krahe.
Em 1979 assumiu Paulo Xavier, assessorado por Paixão Cortes e Edson Otto.
Elton Saldanha esteve frente à presidência do IGTF de 1987 até 1991. Rodi Borgheti e Nico Fagundes formaram o corpo diretor da época.
Bagre Fagundes comandou a Instituição de 1991 até 1995, tendo como diretores Delmar Augusto Zwetsch e José Roberto Diniz de Moraes.
No período 1995 até 1999 Nico Fagundes foi presidente e teve como diretores Rodi Borgheti e José Roberto Diniz de Moraes.
O 6º presidente do IGTF, em 1999, foi Eraci Rocha, que foi assessorado pelos diretores João Ribeiro da Luz e João Alberto Menine.
Luiz Carlos Borges presidiu o Instituto de 2003 a 2006, seus diretores foram Ivo Benfato, Vinicius Brum e Fabrício Coelho.
A partir de 2006 assumiram o presidente Manoelito Carlos Savaris e os diretores Ivo Ladislau e Leandro Rafael Haag.

## Extinção
O Instituto desenvolveu importante atuação no campo do folclore, produzindo pesquisa e historiografia, coletando documentação, publicando trabalhos e apoiando grupos folclóricos e tradicionalistas, mas foi extinto em 2017, na gestão do governador Ivo Sartori, deixando um rico acervo documental, composto de indumentárias, fitas VHS, vídeos, áudios, livros, fotografias, negativos e slides, recortes de revistas e jornais e documentos de pesquisa, além de 2,4 mil volumes de monografias de conclusão do Curso de Especialização em Folclore da antiga Faculdade de Música Palestrina. Contudo, o acervo foi disperso entre várias instituições, perdendo visibilidade, prejudicando a acessibilidade e dificultando seu uso pelos pesquisadores contemporâneos.